# 14206 Sehnal
14206 Sehnal (1999 CL10) là một tiểu hành tinh nằm phía ngoài của vành đai chính được phát hiện ngày 15 tháng 2 năm 1999 bởi M. Tichy và Z. Moravec ở Klet.